# C6H4Cl3N
化学式C6H4Cl3N（摩尔质量 196.46 g/mol）可能指：
- 三氯苯胺
  - 2,3,4-三氯苯胺，CAS号：634-67-3 
  - 2,3,5-三氯苯胺，CAS号：18487-39-3 
  - 2,3,6-三氯苯胺，CAS号：88963-39-7 
  - 2,4,5-三氯苯胺，CAS号：636-30-6 
  - 2,4,6-三氯苯胺，CAS号：634-93-5 
  - 2,4,5-三氯苯胺，CAS号：634-91-3
- 三氯甲基吡啶
  - 2-三氯甲基吡啶，CAS号：4377-37-1 
  - 4-三氯甲基吡啶，CAS号：22796-40-3

|  | 这个同类索引页列出了具有相同分子式的化学物（即同分異構體）条目。 除非您是有意链接至本页，否则应将相应条目的内部链接指向正确的条目。 |